# Hoeffding-Ungleichung
In der Wahrscheinlichkeitstheorie beschreibt die Hoeffding-Ungleichung (nach Wassilij Hoeffding) eine obere Schranke für die maximale Wahrscheinlichkeit, dass eine Summe von stochastisch unabhängigen und beschränkten Zufallsvariablen stärker als eine Konstante von ihrem Erwartungswert abweicht.
Die Hoeffding-Ungleichung wird auch die additive Chernoff-Ungleichung genannt und ist ein Spezialfall der Bernstein-Ungleichung.

## Satz
Seien {\displaystyle X_{1},X_{2},\ldots ,X_{n}} stochastisch unabhängige Zufallsvariablen, so dass fast sicher
{\displaystyle a_{i}\leq X_{i}-{\textrm {E}}[X_{i}]\leq b_{i}} gilt.
Sei ferner {\displaystyle c} eine positive, reellwertige Konstante.
Dann gilt:
{\displaystyle \Pr \left[\sum _{i=1}^{n}(X_{i}-{\textrm {E}}[X_{i}])\geq c\right]\leq {\textrm {exp}}\left({\frac {-2c^{2}}{\sum _{i=1}^{n}(b_{i}-a_{i})^{2}}}\right).}

## Beweis
Dieser Beweis folgt der Darstellung von D. Pollard, siehe auch Lutz Dümbgens Skriptum (siehe Literatur).
Betrachte zur Vereinfachung der Schreibweise die Zufallsvariablen {\displaystyle Y_{i}=X_{i}-{\textrm {E}}[X_{i}]} mit {\displaystyle {\textrm {E}}[Y_{i}]=0} und ferner für ein zunächst beliebiges {\displaystyle z>0} die auf den reellen Zahlen
monoton wachsende Abbildung {\displaystyle x\mapsto \exp(zx)}. Nach der Tschebyschow-Ungleichung gilt dann:
{\displaystyle \Pr \left[\sum Y_{i}\geq c\right]\leq {\frac {{\textrm {E}}[\exp \left(z\sum Y_{i}\right)]}{\exp(zc)}}=\exp(-zc)\cdot \prod {\textrm {E}}\left[\exp(zY_{i})\right].}
Wegen der Konvexität der Exponentialfunktion ist
{\displaystyle \exp(zY_{i})=\exp \left({\frac {b_{i}-Y_{i}}{b_{i}-a_{i}}}za_{i}+{\frac {Y_{i}-a_{i}}{b_{i}-a_{i}}}zb_{i}\right)\leq {\frac {b_{i}-Y_{i}}{b_{i}-a_{i}}}\exp(za_{i})+{\frac {Y_{i}-a_{i}}{b_{i}-a_{i}}}\exp(zb_{i}),}
und mit {\displaystyle {\textrm {E}}[Y_{i}]=0} folgt, dass
{\displaystyle {\textrm {E}}\left[\exp(zY_{i})\right]\leq {\frac {b_{i}}{b_{i}-a_{i}}}\exp(za_{i})+{\frac {-a_{i}}{b_{i}-a_{i}}}\exp(zb_{i})=e^{-u_{i}\lambda _{i}}\left(\left(1-\lambda _{i}\right)+\lambda _{i}e^{u_{i}}\right)}
für die Konstanten {\displaystyle \lambda _{i}={\frac {-a_{i}}{b_{i}-a_{i}}}} und {\displaystyle u_{i}=z(b_{i}-a_{i})}.
Betrachtet man den Logarithmus der rechten Seite dieses Terms
{\displaystyle L(u,\lambda )=-u\lambda +\log \left(\left(1-\lambda \right)+\lambda e^{u}\right),}
so kann man mittels Kurvendiskussion und Taylor-Reihenentwicklung zeigen, dass stets
{\displaystyle L(u,\lambda )\leq {\frac {u^{2}}{8}}}
gilt. Setzt man diesen Wert auf Grund der Monotonie der Exponentialfunktion als obere Schranke in die erste Ungleichung wieder ein, so erhält man
{\displaystyle \Pr \left[\sum Y_{i}\geq c\right]\leq \exp(-zc)\cdot \prod \exp {\biggl (}{\frac {u_{i}^{2}}{8}}{\biggr )}=\exp \left(-zc+{\frac {z^{2}}{8}}\sum (b_{i}-a_{i})^{2}\right),}
was bei einer Wahl von {\displaystyle z={\tfrac {4c}{\sum (b_{i}-a_{i})^{2}}}} zur zu beweisenden Behauptung führt.

## Beispiel
Betrachtet wird die Fragestellung: Wie wahrscheinlich ist es, bei hundertmaligem Würfeln eine Augensumme von wenigstens 500 zu erreichen?
- Diese Frage kann exakt mit Hilfe der Verteilung der Summenvariablen {\displaystyle S=\sum _{i=1}^{100}X_{i}} beantwortet werden, wobei {\displaystyle X_{1},\ldots ,X_{n}} stochastisch unabhängige und identisch verteilte Zufallsvariablen mit der Verteilung {\displaystyle \Pr(X_{1}=k)={\frac {1}{6}}} für {\displaystyle k=1,\ldots 6} sind. Dabei gilt {\displaystyle {\textrm {E}}[X_{1}]=3{,}5}. Für die Berechnung der gesuchten Wahrscheinlichkeit {\displaystyle \Pr(S\geq 500)} ergibt sich ein  gewisser Aufwand durch kombinatorische und numerische Probleme, weswegen auch Approximationen oder Abschätzungen mit Hilfe einer Ungleichung von Interesse sein können.
- Eine approximative Lösung erhält man beispielsweise, indem man die Wahrscheinlichkeitsverteilung der Zufallsvariablen {\displaystyle S} durch eine Normalverteilung mit demselben Erwartungswert und derselben Varianz approximiert. Die Verteilung der Zufallsvariablen {\displaystyle S} ist in diesem Fall aufgrund des zentralen Grenzwertsatzes gut durch eine Normalverteilung approximierbar.
- Häufig genügt für viele Anwendungen bei kleinen Wahrscheinlichkeiten die Angabe einer Oberschranke für die gesuchte Wahrscheinlichkeit. Im Beispiel ergibt sich mit der Hoeffding-Ungleichung:

{\displaystyle \Pr[S\geq 500]=\Pr \left[\sum _{i=1}^{100}X_{i}-350\geq 150\right]=\Pr \left[\sum _{i=1}^{100}(X_{i}-3{,}5)\geq 150\right]=\Pr \left[\sum _{i=1}^{100}(X_{i}-{\textrm {E}}[X_{i}])\geq 150\right]}
{\displaystyle \leq \exp \left({\frac {-2\cdot 150^{2}}{\sum _{i=1}^{100}(2{,}5+2{,}5)^{2}}}\right)=\exp \left({\frac {-45000}{100\cdot 25}}\right)=\exp \left(-18\right)\approx 1{,}523\cdot 10^{-8}}
Somit ist {\displaystyle e^{-18}} eine Oberschranke für die mit der Frage gesuchte Wahrscheinlichkeit, die erheblich kleiner als die angegebene Oberschranke sein kann.